# Carex albonigra
Espèce
Classification phylogénétique
Carex albonigra est une espèce de plantes du genre Carex et de la famille des Cyperaceae.